# Terremoto de Pohang de 2017
El terremoto de Pohang de 2017 fue un sismo de magnitud 5.4 en la escala de magnitud Richter, que golpeo a la ciudad de Pohang, situada en la provincia de Gyeongsang, Corea del Sur. El mismo se produjo el día 15 de noviembre de 2017 y es considerado como uno de los terremotos más poderosos de la historia moderna.

## Terremoto
El terremoto, junto con varias réplicas, causó daños significativos a la infraestructura en la ciudad portuaria sureña de Pohang. Al menos 82 personas resultaron heridas durante el sismo, así como 15 personas que tuvieron que ser hospitalizadas. Alrededor de 1.124 personas se vieron obligados a permanecer en refugios temporales después de abandonar sus hogares.
De acuerdo con una evaluación inicial del Ministerio del Interior y Seguridad, el terremoto dañó 2,165 propiedades privadas, incluyendo 1,988 casas privadas. De ellos, 52 hogares sufrieron daños severos y 157 sufrieron daños graves.   
También se apreciaron daños en 227 escuelas de la región (107 de ellas en Pohang), 44 en Ulsan y 26 en Daegu. Deben además incluirse en la cifra de edificios dañados a 79 oficinas públicas y parques, las 23 instalaciones portuarias, 7 carreteras, 90 tiendas, 77 fábricas y 11 puentes.  
Tras el incidente, se movilizaron casi 20,000 personas, incluidos soldados, para ayudar a limpiar los escombros y ayudar en los trabajos de restauración. Gracias a su trabajo, más del 80% de las propiedades dañadas fueron restauradas dentro de los 4 días posteriores al terremoto.
Por otra parte, un sismógrafo instalado cerca del epicentro de este terremoto midió la aceleración máxima del terreno de 0.58 g, equivalente a mag. 7.4; Esto fue debido al área pobre del subsuelo de la ciudad de Pohang. Por ello, la onda sísmica se amplificó al pasar por ella e hizo que el daño fuese más elevado que el terremoto de Gyeongju en 2016.
Actualmente la falla principalmente causada por este terremoto está todavía bajo debate. Inicialmente se pensó que la fractura de Yangsan pudo ser la causa de este terremoto, sin embargo, días después, la Administración Meteorológica de Corea (KMA) anunció que la fractura de Yangsan, una fractura ramificada de la falla Yangsan, era la principal causa del terremoto. Sin embargo, el Instituto Coreano de Geociencia y Recursos Minerales (KIGAM) analizó el caso, llegando a la conclusión de que la inyección de agua en el suelo por parte de la planta geotérmica en Pohang podría haber provocado el terremoto.

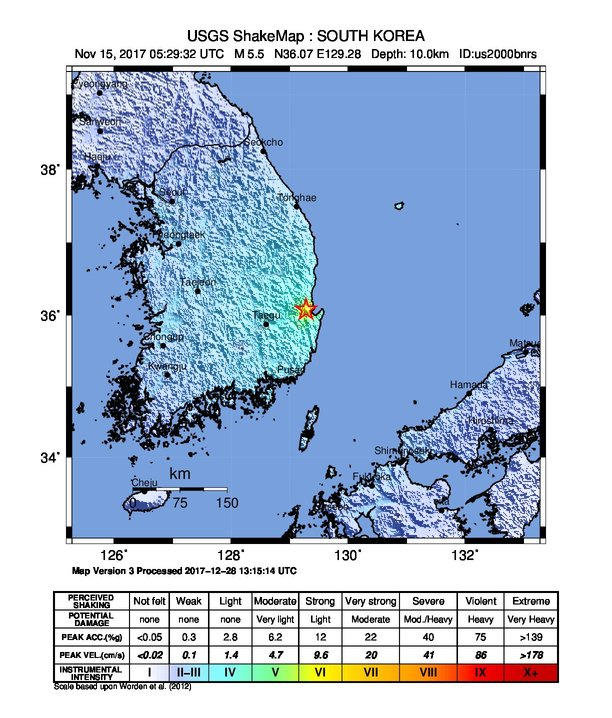
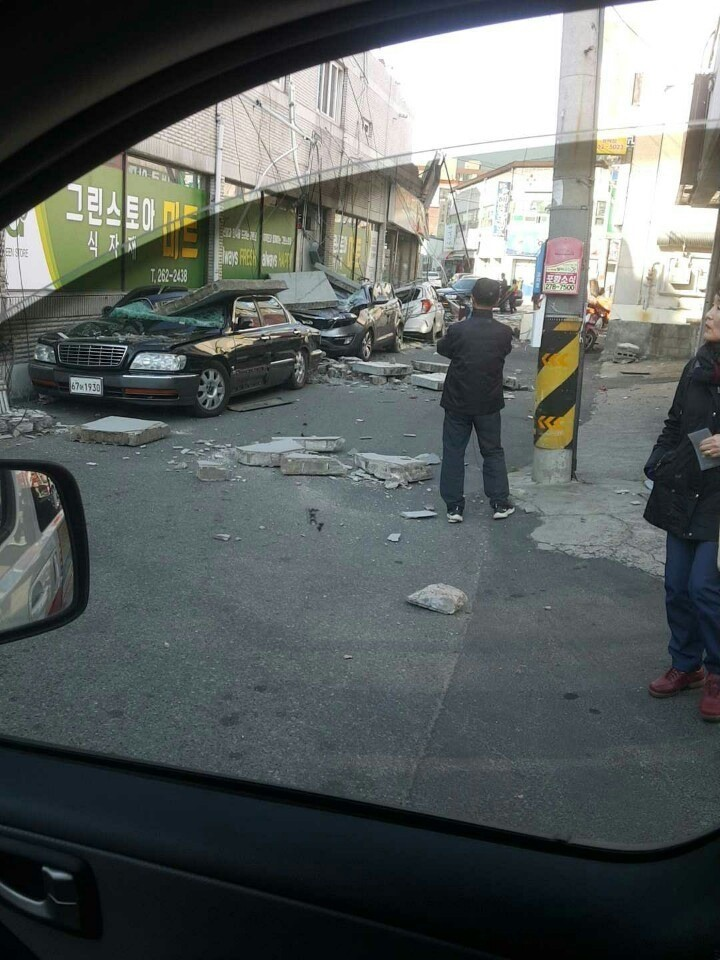